# Alfred Lombard
Alfred Lombard (Souvret, 13 februari 1864 - Charleroi, 20 november 1940) was een Belgisch volksvertegenwoordiger, senator en burgemeester.

## Levensloop
Lombard was mijnwerker. Hij sloot aan bij de Belgische Werkliedenpartij en ging een politieke carrière aan, na een behoorlijke opleiding te hebben gekregen.
Hij werd gemeenteraadslid van Souvret van 1895 tot 1903 en van 1908 tot 1940. Van 1921 tot 1933 was hij burgemeester van die gemeente. Van 1904 tot 1919 was hij provincieraadslid voor Henegouwen.
In december 1919 verving hij de overleden Pierre Lambillotte als socialistisch volksvertegenwoordiger voor het arrondissement Charleroi en vervulde dit mandaat tot in 1921. In 1921 werd hij gecoöpteerd senator en bleef dit tot in 1925. In 1925 werd hij opnieuw volksvertegenwoordiger voor het arrondissement Charleroi en vervulde dit mandaat tot in 1936.

## Publicaties
- La limitation de la journée de travail, Gent, 1909.
- Le cartel législatif à Charleroi, in: Le Peuple, 14/11/1911.
- Pour le minimum de salaire, Gent, 1913.
- La pension des ouvriers mineurs, in: L'Ouvrier mineur, Cuesmes, 1930.